# Celestus fowleri
Celestus fowleri — вид веретільницеподібних ящірок родини Diploglossidae. Ендемік Ямайки.

## Поширення і екологія
Celestus fowleri відомі з типової місцевості, розташованої в країні Кокпіт в центральній частині округа Трелоні, на висоті 160 м над рівнем моря. Вони живуть в заростях бромелієвих в широколистяних тропічних лісах.

## Збереження
МСОП класифікує цей вид як вразливий. Celestus fowleri загрожує знищення природного середовища.